# Imelda (Vorname)
Imelda ist ein weiblicher Vorname. Der italienische und katalanische Name ist abgeleitet vom germanischen Irmhild.

## Namensträgerinnen
- Imelda Lambertini (1322–1333), römisch-katholische Selige, Patronin der Erstkommunikanten
- Imelda Chiappa (* 1966), italienische Radrennfahrerin
- Imelda Crawford, Geburtsname von Anne Crawford (1920–1956), britische Schauspielerin
- Imelda Felicita Ximenes Belo (* 1998), Schwimmerin aus Osttimor
- Imelda Gruber (* 1986), italienische Naturbahnrodlerin
- Imelda Marcos (* 1929), First Lady der Philippinen
- Imelda May (* 1974), irische Sängerin und Musikerin
- Imelda Stadler (* 1959), Schweizer Politikerin
- Imelda Staunton (* 1956), britische Schauspielerin
- Imelda Wiguna (* 1951), indonesische Badmintonspielerin